# Association Sportive Central Sport
O Association Sportive Central Sport é um clube de futebol sediado em Papeete no Taiti.

## Títulos
- Campeonato Taitiano: 1955, 1958, 1962, 1963, 1964, 1965, 1966, 1967, 1972, 1973, 1974, 1975, 1976, 1977, 1978, 1979, 1981, 1982, 1983, 1985, 2017–18.

- Copa Taiti: 1950, 1953, 1954, 1957, 1961, 1962, 1966, 1967, 1972, 1973, 1975, 1976, 1977, 1979, 1981, 1983, 1988, 1995.

- Tahiti Coupe des Champions: 2018